# Abacetus archambaulti
Abacetus archambaulti es una especie de escarabajo terrestre de la subfamilia Pterostichinae.  Fue descrito por Straneo en 1955 y se encuentra en Chad, Costa de Marfil y Mauritania. 